# ليبناو (هسن)
ليبناو هسن (بالألمانية: Liebenau, Hesse) هي بلدة، مدينة و بلدة ألمانية تقع في ألمانيا في كاسل. يقدر عدد سكانها بـ 3,604 نسمة .